# Brilliant.org
Brilliant.org — сайт і спільнота що надає курси і задачі з математики, фізики, числових фінансів, та інформатики. Brilliant має на меті відкривати і розвивати математичні та наукові навики студентів, професіоналів та аматорів зі всього світу. Працює за бізнес-моделлю freemium.

## Історія
Brilliant було засновано в 2012. На фестивалі «Launch Festival» в березні 2013, CEO і співзасновниця Сью Кім зробила презентацію ідеї Brilliant, і потрапила на око венчурному капіталісту Чамату Паліхапітії. У травні 2013, Кім описала бачення Brilliant на TEDx.
В серпні 2013, TechCrunch писав що Brilliant.org має понад 100 тисяч користувачів і отримав фінансування від Social+Capital Partnership Паліхапітії, а також від 500 Startups, Kapor Capital, Learn Capital, та Hyde Park Angels. Станом на липень 2017, сайт має понад 4 мільйони зареєстрованих користувачів, хоча кількість платних користувачів невідома.

## Зноски
1. 1 2 3  Kurwa, Nishat (23 липня 2013). Giving Brightest Kids The 'Cram School' Experience, Online. NPR. Архів оригіналу за 18 жовтня 2014. Процитовано 28 вересня 2014.
2. 1 2  Rao, Leena (11 серпня 2013). Backed By Social+Capital, Brilliant.org Is Finding And Challenging The Brightest, Technical Talent In The World. TechCrunch. Архів оригіналу за 9 жовтня 2014. Процитовано 28 вересня 2014.
3. ↑  Scouting for Intellect: Sue Khim at TEDxUChicago 2013. YouTube. TedX. 4 червня 2013. Архів оригіналу за 22 листопада 2017. Процитовано 15 липня 2017.
4. ↑  Bellos, Alex. Can you solve it? Pi Day puzzles that will leave you pie-eyed. The Guardian. Архів оригіналу за 17 липня 2017. Процитовано 27 липня 2017.
5. ↑  Brilliant.org. Facebook. 27 липня 2017. Архів оригіналу за 26 травня 2019. Процитовано 19 лютого 2019.